# Яркая Радуга
Яркая Радуга (англ. Rainbow Brite) — персонаж серии мультфильмов, представленный компанией Hallmark.
Яркая Радуга впервые появилась на экране в серии «Peril in the Pits» June 27 июня 1984. За ней последовали 2 специальные «сдвоенные» серии «The Mighty Monstromurk Menace» и «The Beginning of Rainbowland».
В России мультсериал транслировался на канале Jetix Play в русском переводе в 2000-е годы.

## Сюжет
Согласно легенде, маленькая девочка-сирота Wisp была перенесена неизвестной силой в Бесцветный Мир: погруженную в депрессию тёмную и мрачную планету, населённую монстрами. Ей было велено найти «Сферу Света», чтобы изменить этот мир. По мере путешествия, описанного в «The Beginning of Rainbowland», Висп встречает друзей — спрайта Твинка, и великолепного белого коня Старлайта (Starlite) (что переводится как «Звёздное Сияние»). Старлайт способен разговаривать и планировать действия. Также, далее она встречает 7 Цветных Детей (Color Kids), отвечавших за 7 цветов радуги в этом мире, заточенных злобным тёмным властелином в разных ловушках, вместе они освобождают друг друга. Получив чудесным образом свой главный атрибут силы — радужный пояс — Висп вступает в схватку с тёмным властелином, из которой ей суждено выйти уже преобразившись в Яркую Радугу (Rainbow Brite). Сериал заметно выделялся из типичной западной мультипликации духовной силой героини и стал мгновенно популярен. Массовыми тиражами выпускалась игрушечная продукция по лицензии Hallmark: куклы, блокноты, ластики, брелоки и многое другое.

## Персонажи

Яркая Радуга — постер к полнометражному фильму

- Яркая Радуга (прежде — Висп) и ей сопутствует спрайт Твинк белого цвета. Изначально имел красный цвет но был обесцвечен тёмным Властелином. Живая, энергичная и смелая девочка примерно пяти лет, блондинка. Обладает волшебным радужным поясом, способным при использовании цветных кристаллов, добываемых спрайтами, раскрашивать любой предмет в мире, а также создающим радужную ленту для перемещения по воздуху.
- Старлайт — говорящий белый конь Радуги. Себя называет «Самым великолепным конём во Вселенной». Озвучен Андрэ Стойкой.

Цветные дети (в скобках — имя спрайта, сопровождающего этого героя). Спрайты цветных детей не умеют разговаривать, в отличие от Твинка.
- Red Butler (Romeo) — отвечает за красный цвет, склонен к приключениям
- Lala Orange (OJ) — отвечает за оранжевый цвет, элегантная француженка
- Canary Yellow (Spark) — отвечает за жёлтый цвет, очень жизнерадостна
- Patty O’Green (Lucky) — отвечает за зелёный цвет, домовита, любит огородничать
- Buddy Blue (Champ) — отвечает за голубой цвет, любит атлетику
- Indigo (Hammy) — отвечает за синий цвет, индианка, актриса
- Shy Violet (IQ) — отвечает за фиолетовый цвет, мозг команды.
- Tickled Pink обособленный персонаж, отвечает за розовый цвет, её костюм содержит не только оттенки розового, но и другие цвета, в отличие от Цветных Детей. Имеет очень мягкий характер.
- Moonglow отвечает за то, чтобы ночное небо было очень красивым. Работает по ночам. Обладает уникальной способностью делаться невидимой. Беззащитна.
- Stormy — живёт в облаках, скачет на своем коне Скайдансере и отвечает за дождь, гром и молнии. Пытается выглядеть хулиганкой, но на самом деле обладает добрым и очень сильным характером. Именно ей Радуга передаёт свои полномочия во время миссии в полнометражном фильме.

Злодеи.
- Murky Dismal — злодей-неудачник в чертах которого явно проглядывает карикатура на Саддама Хуссейна. живёт в Ямах (The Pits) — полуразрушенном тёмном замке, возле которого сохраняется небольшой участок тьмы Бесцветного Мира. Занимается уникальными химическими экспериментами и талантливый механик. Ненавидит все цвета в мире после полученной в детстве психологической травмы: его отшлёпала мать за то, что он разрисовал фломастерами обои. Не женат.
- Lurky — огромный бурый спрайт-переросток, в услужении у Murky. Безнадёжно глуп, хотя и менее злобен.
- Monstromurk (Монстромрак) — злобный джинн, просидевший 700 лет в бутылке. Был выпущен Murky для нападения на Радугу.
- The Dark Princess — тёмная принцесса, живущая где-то в космосе. Сошла с ума на почве любви к драгоценным камням, её цель — цветные кристаллы и радужный пояс Яркой Радуги.

## Список эпизодов
| Название                                                                        | Премьера на ТВ | #  |
| ------------------------------------------------------------------------------- | -------------- | -- |
| Опасность в ямах (англ. Peril in the Pits)                                      | 27 июня 1984   | 01 |
| Могучий Монстромрак (часть 1) (англ. Mighty Monstromurk Menace (part 1))        | 4 декабря 1984 | 02 |
| Могучий Монстромрак (часть 2) (англ. Mighty Monstromurk Menace (part 2))        | 5 декабря 1984 | 03 |
| Радужная страна. Начало (часть 1) (англ. The Beginning of Rainbowland (part 1)) | 22 апреля 1985 | 04 |
| Радужная страна. Начало (часть 2) (англ. The Beginning of Rainbowland (part 2)) | 23 апреля 1985 | 05 |
| Вторжение в Радужную страну (англ. Invasion of Rainbowland)                     | 5 июня 1986    | 06 |
| Мама (англ. Mom)                                                                | 12 июня 1986   | 07 |
| Радуга ночью (англ. Rainbow Night)                                              | 19 июня 1986   | 08 |
| Звёздный обманщик (англ. Star Sprinkled)                                        | 26 июня 1986   | 09 |
| В погоне за Радугой (англ. Chasing Rainbows)                                    | 3 июля 1986    | 10 |
| Комета Мёрки (англ. Murky’s Comet)                                              | 10 июля 1986   | 11 |
| Лошадь другого цвета (англ. A Horse of a Different Color)                       | 17 июля 1986   | 12 |
| Королева Спрайтов (англ. The Queen of the Sprites)                              | 24 июля 1986   | 13 |

По сюжету, хронологическое начало сериала — The Beginning of Rainbowland (part 1)

## Полнометражный фильм
Полнометражный фильм Rainbow Brite and the Star Stealer (Королева радуги и похититель звёзд) вышел на экраны в 1985 году, выдержал несколько переизданий на кассетах VHS. в фильме появилось несколько новых персонажей, а хвост и грива Старлайта сменили чередование цветов радуги на обратное, нежели в мультипликационной серии.

## Теософские аналогии
Часто встречающееся утверждение, что имя Brite имеет какую-то религиозную подоплёку, не соответствует действительности. Hallmark выбрал его как сокращение от слова Bright (Яркая) для того, чтобы запатентовать торговое название, подобно тому как систему записи на оптические диски большой ёмкости голубым лазером назвали Blu Ray (но никак не Blue Ray). В оригинале, на английском, имя всегда произносится как «Bright» но никак не «брит». (См., также, правописание в «упрощенном английском».)